# جائزة اليابان الكبرى 2014
جائزة اليابان الكبرى 2014 (بالإنجليزية: 2014 Japanese Grand Prix)‏ هو سباق فورمولا 1 أقيم بتاريخ 5 أكتوبر 2014 في حلبة سوزوكا، اليابان. كان الخامس عشر من أصل 19 في بطولة العالم لسباقات الفورمولا واحد موسم 2014. حلّ البريطاني لويس هاملتون أولا بينما جاء نيكو روسبيرغ في المركز الثاني وحصل على المركز الثالث سباستيان فيتل.